# Hieronimo Miani
Hieronimo Miani, vagy Hieronymus Miani, (Velence, fl. 1738–1746 Koppenhágában – 1746 után) olasz történelemfestő volt, aki Dániában VI. Keresztély dán király udvari festőjeként és tanárként is dolgozott.

## Életpályája
Olaszországban, Velencében született, és III. Károly Fülöp pfalzi választófejedelem szolgálatában állt a németországi Mannheimben, 1739-ben Dániába hívták dolgozni, VI. Keresztély dán király udvarába.
1733-1745 között az udvar egyik legnagyobb projektje a koppenhágai Christiansborg palota építése és díszítése volt, amelyhez Miani festette a vallási témájú  mennyezeti dekorációt. Az "Uretfærdighedens og lasternes flugt for den retfærdige Guds åsyn" ("Az igazságtalanság és bűnök menekülése az igazságos Isten szemében") címet viselő mű 1739-1740 között készült. Az azonos témájú olajfestmény a Dán Nemzeti Galéria ( Statens Museum for Kunst ) gyűjteményében található.
Két nagyalakos festményt is festett Mózestörténetéből, valamint V. Frigyes trónörököst lóháton, azonban ezek az 1794-es Christiansborg tűzvészben mind elvesztek. 
1740-ben Hieronimo Miani és Louis August le Clerc francia szobrász vette át az újonnan megalakult VI. Keresztény Művészeti Akadémia, a Rajz- és Festészeti Akadémia (Tegne-og maleriakademiet) vezetését, amely Hendrick Krock 1738-as halálakor vezető nélkül maradt. Ez az akadémia lett végül a Dán Királyi Művészeti Akadémia (Det Kongelige Danske Kunstakademi) az 1750-es évek közepén.
Az Akadémia 1740. február 1-jén nyitotta meg kapuit az érdeklődő hallgatók előtt, nemcsak a művészek, hanem művészetkedvelők és olyan szakemberek, kézimunkások előtt is, akik hasznát vehetik rajztudásuknak. Egy 1740. augusztus 24-i királyi határozat csekély, 500 tallér támogatást biztosított a király diszkrecionális alapjaiból, de az iskola körülményei nyomorúságosak voltak.
1744-től kezdődően egy ideig a mintaiskola volt, mindössze 10-16 tanulóval és a Gammelstrand-i Widow Lyders házában működött, ahol Miani lakott. Miani tanítványai közé tartozott Johannes Wiedewelt és Peter Cramer is.
Miani 1745-1746-ban királyi ajándékkal (végkielégítéssel) elhagyta Dániát, és visszatért Olaszországba. Le Clerc egyedül maradt az Akadémia igazgatójaként Miani távozása után, egészen addig, amíg Nicolai Eigtved építész át nem vette az Akadémia teljes irányítását.